# Посметьев, Олег Евгеньевич
Олег Евгеньевич Посметьев (19 июня 1966, Киев — 2 сентября 2018, Киев) — советский и украинский хоккеист, защитник, тренер. Чемпион Европы среди юношей (1984), бронзовый призёр чемпионата мира среди молодёжи (1985).

## Биография

### Клубная карьера
Воспитанник киевского хоккея. В сезоне 1983/84 дебютировал в высшей лиге СССР в составе киевского «Сокола», также играл во второй лиге за местный «Машиностроитель». Будучи призван в армию, сыграл 3 матча в сезоне 1984/85 за московский ЦСКА, армейцы стали в том сезоне чемпионами страны.
В 1985 году вернулся в Киев, но в основу «Сокола» пробиться не сумел из-за череды травм, сыграв только 10 матчей в сезоне 1986/87. В основном играл за киевский ШВСМ во второй лиге, в его составе провёл более ста матчей за четыре сезона.
Всего в высшей лиге СССР сыграл 18 матчей (15 — за «Сокол» и 3 — за ЦСКА), не набрав очков.
После распада СССР играл в Великобритании за клубы «Траффорд Метрос» и «Солихалл Бэронс». В сезоне 1993/94 набрал 32 очка в 36 матчах во втором британском дивизионе. В конце карьеры играл в чемпионате Украины за киевский «Политехник».
Принимал участие в матчах ветеранов.

### Карьера в сборной
Вызывался в сборные СССР младших возрастов с сезона 1981/82 (U16).
В сезоне 1983/84 стал чемпионом Европы среди юниоров (U18), сыграв на турнире 5 матчей и набрав одно очко (1+0). В сезоне 1984/85 был капитаном молодёжной сборной (U20), завоевавшей бронзовые медали мирового чемпионата в своём возрасте, сыграл 7 матчей, в которых набрал 3 (2+1) очка. В 1987 году стал серебряным призёром зимней Универсиады в Чехословакии.

### Тренерская карьера
После окончания игровой карьеры возглавлял Федерацию хоккея Киева, входил в тренерский штаб студенческой сборной Украины на Универсиаде 2005 года. Работал генеральным менеджером ХК «Политехник» — базовой команды студенческой сборной страны. Также занимался развитием бейсбола в стране.
Скончался в Киеве 2 сентября 2018 года на 53-м году жизни после продолжительной болезни.